# Анемуриум
Анемурий (лат. Anemurium) — древний город, расположенный в Киликии. Руины Анемурия находятся на берегу Средиземного моря на западной окраине города Анамур на юге Турции в иле Мерсин. Анемурий расположен на одноимённом мысе, являющимся самой южной точкой полуострова Малая Азия.

## История
Первые поселения на месте Анемурия датируются VIII веком до н. э.. Своего расцвета город достигает в римский период (Киликия была завоёвана Римом в 102 до н. э., а окончательно усмирена в 67 до н. э.). В этот период население города достигало 20 000 человек.

В 52 году н. э. Анемурий был осаждён киликийским царём Троксобором, но гарнизон города смог продержаться до подхода из Сирии легиона под командованием Курция Севера, который окончательно отбил войска Троксобора.

В IV веке Анемурий пострадал от сильного землетрясения, при этом полностью был разрушен акведук, отвечающий за водоснабжение города. Однако последствия землетрясения удалось устранить и город просуществовал ещё до середины VII века.

### Архитектура
Первое описание Анемурия сделал английский адмирал и картограф Фрэнсис Бофорт в 1811—1812 годах. Первыми раскопками в 1965—1970 годах руководила профессор Элизабет Альфольди из Торонтского университета. В 1971—2000 годах были проведены новые археологические исследования под руководством Джеймса Рассела из университета британской Колумбии.

На сегодняшний день сохранились руины городских стен, большой некрополь с 350 могилами I—IV века, руины церквей, с сохранившимися фрагментами фресок и мозаик, театр на 1500 зрителей, одеон на 900 мест, термы, акведук.
- Некрополь
- Городские стены
- Термы
- Одеон
- Акведук